# Ria Roda
Ria Roda, pseudoniem van Maria Hendrikx-Giebels (Brunssum, 12 september 1931 - Weert, 25 december 2010), was een Nederlandse zangeres. Samen met Rosie Beelen vormde ze jarenlang het duo De Limburgse Zusjes. Daarnaast vormde ze samen met haar man Jantje Hendrikx het duo Jan en Ria Hendrikx.
Als solozangeres presenteerde ze zich onder de namen Ria Roda, Ria Hendrikx en Mariella en bracht ze diverse platen uit.
Ook nam ze in de periode 1957-1959 samen met Johnny Hoes enkele singles op. Verder heeft ze een tijdje in Helma & Selma gezongen.